# Weißband-Streifenfruchtvampir

Grobe Skizze des Verbreitungsgebiets ohne Population in den Anden und falscher Verortung der Population in Suriname

Der Weißband-Streifenfruchtvampir (Platyrrhinus lineatus) ist ein in Südamerika verbreitetes Fledertier in der Gattung der Streifen-Fruchtvampire. Das Typusexemplar stammt aus der Umgebung von Asunción in Paraguay.

## Merkmale
Die Exemplare sind mit einer Unterarmlänge von 41 bis 48 mm in der Statur recht variabel. Ein kleines Individuum aus Kolumbien hatte eine Gesamtlänge von 41 mm, Hinterfüße von 12 mm Länge und 14 mm lange Ohren. Dagegen war ein großes Tier aus Paraguay ohne Schwanz 69,5 mm lang, die Hinterfüße erreichten 13 mm Länge und das Gewicht lag etwas unter 27 g. Typisch für das schwarz- bis mittelbraune Fell der Oberseite ist ein weißer Aalstrich. Unterseits kommt leicht helleres Fell vor. Wie andere Gattungsvertreter hat die Art vier Streifen im Gesicht, die gelbbraun und undeutlich sind.

## Verbreitung
Eine nördliche Population bewohnt einen Streifen entlang der Anden vom nordwestlichen Venezuela über Kolumbien, Ecuador und Peru bis Bolivien. Daran schließt eine Population an, die vom südlichen Amazonasbecken über Bolivien, Paraguay und das südöstliche Brasilien bis in den Nordosten von Argentinien und Norden von Uruguay reicht. Eine kleine disjunkte Population ist aus dem nordwestlichen Suriname bekannt. Der Weißband-Streifenfruchtvampir hält sich in unterschiedlichen Wäldern auf.

## Lebensweise
Am Ruheplatz bilden sich Gruppen mit einem Männchen und etwa 7 bis 15 Weibchen, die einem Harem ähneln. Neben Früchten werden Nektar und Insekten gefressen. Zur Nahrungssuche können sich mehrere Gruppen vereinigen. Im südlichen Brasilien wurden nur im April keine trächtigen Weibchen registriert. Weiter nördlich gibt es vermutlich zwei Paarungszeiten pro Jahr.

## Gefährdung
Aufgrund fehlender Bedrohungen und einer zahlreichen Population (Ausnahme Argentinien) wird die Art von der IUCN als nicht gefährdet (least concern) gelistet.